# Хірано Аюму
Хірано Аюму (яп. 平野 歩夢) — японський сноубордист, дворазовий олімпійський медаліст. 
Дві срібні олімпійські медалі Хірано виборов на іграх у Сочі та іграх у Пхьончхані в змаганнях з хафпайпу.

## Олімпійські ігри
| Рік  | Місто                     | Хафпайп |
| ---- | ------------------------- | ------- |
| 2014 | Сочі, Росія               | 2       |
| 2018 | Пхьончхан, Південна Корея | 2       |
| 2022 | Пекін, Китай              | 1       |

## Зовнішні посилання
- Досьє World Snowboard Tour [Архівовано 21 лютого 2014 у Wayback Machine.]
- Досьє на сайті Rolling Stone [Архівовано 28 лютого 2014 у Wayback Machine.]
- Досьє на Pro Snowboarders Association Asia